# Рашидов, Абдулбашир Рашидович
Абдулбашир Рашидов Рашидович (тадж. Рашидов Абдулбашир Рашидович; 2 ноября 1941, село Шуркурган, Канибадамский район, Ленинабадская область, Таджикская ССР — 22 апреля 2006, Душанбе, Таджикистан) — таджикский государственный деятель и ученый, кандидат философских наук  (1980). Министр народного просвещения Таджикской ССР (1986-1988).

## Биография
Абдулбашир Рашидов родился 2 ноября 1941 года в селе Шуркурган Канибадамского района. Как и все дети военных лет, он прожил тяжелую жизнь без отца (отец погиб на фронте Великой Отечественной войны). Мать работала в колхозе и в последние годы вышла на пенсию школьным техником. Получил семилетнее образование в родном городе и в 1960 году окончил Пенджикентское педагогическое училище .
Был министром Народного просвещения Таджикской ССР в 1986—1988 годах.
Умер 22 апреля 2006 года.